# Enrico Forneris
Enrico Forneris (Milano, 27 febbraio 1902 – Chiavari, 25 luglio 1982) è stato un calciatore italiano, di ruolo attaccante.

## Carriera
È stato più volte confuso con Alfredo Forneris che giocò nel Parma la stagione 1926-1927 e lasciato libero nel luglio 1927.
Con il Milan disputa 11 gare con 2 gol in due campionati di Prima Divisione.
Gioca anche nell'Enotria Goliardo, nel Monza, Vogherese e Saronno.

## Palmarès

### Club

#### Competizioni nazionali
- Seconda Divisione: 1

Vogherese: 1928-1929